# جون ديماغيو
جون ويليام ديماغيو (بالإنجليزية: John William DiMaggio) مواليد 4 سبتمبر 1968 في نيو جيرسي، الولايات المتحدة، هو ممثل صوت وكوميدي أمريكي بدأ مسيرته الفنية عام 1994. مشهور بتأدية صوت شخصية ماركوس فنيكس في لعبة جيرز أوف وور، وصوت شخصية جايك الكلب في سلسة الرسوم المتحركة الأمريكية وقت المغامرة.

## أعمال

### أفلام
- الأميرة مونونوكي
- دامو ستحيل
- الأنيماتريكس
- توم وجيري: السريع والمكسو بالفراء
- حرب الراكون
- فيلم النحلة
- المرأة المعجزة (فيلم)
- مدغشقر: الهروب إلى أفريقيا
- بولت (فيلم 2008)
- رابونزل (فيلم)
- مدغشقر 3: الأكثر طلبًا في أوربا
- ملحمي (فيلم)
- رالف المدمر
- زوتوبيا 2016

### مسلسلات
- فيوتشوراما (مسلسل)
- ديسنشانتمنت (مسلسل)
- قانون ونظام
- جوني برافو
- قراصنة وادي السيليكون
- بيكر (مسلسل)
- أسطورة طرزان
- ساموراي جاك
- دامو ستحيل
- مغامرات سكوبي دو
- أولاد الجيران
- مراهقو التايتنز
- دون أثر
- خربشات
- اسمي إيرل
- مدرسة الامبراطور الجديدة
- فتيات القوة
- مزرعة المشاغبين
- بن 10
- تشاودر
- صديقي المفضل هو قرد
- بن 10: إليين فورس
- بطاريق مدغشقر
- سبونجبوب
- بونز (مسلسل)
- فان بوي وتشام تشام
- فارس وفادي
- وقت المغامرة
- بن 10: ألتيمت إليين
- جينيرايتور ريكس
- سيم بايونك تايتن
- كيك وتاوسكى
- العائلة الحديثة
- ترانسفورمرز: برايم
- بن 10: أومنيفرس
- غرافيتي فولز
- عالم غامبول المدهش
- الوالدان السحريان
- آفرو ساموراي

### ألعاب فيديو
- فاينل فانتسي X
- فاينل فانتسي X-2
- كراش نيترو كارت
- ذا كرونيكلز أوف ريديك: إسكيب فروم بوتشر باي
- ياكوزا (لعبة فيديو)
- فاينل فانتسي XII
- جيرز أوف وور
- كراش اوف ذا تيتانز
- كول أوف ديوتي 4: مودرن وورفير
- كراش مايند اوفر موتانت
- جيرز أوف وور 2
- تيكن 6
- هيلو 3: أو دي إس تي
- هيلو 3
- فاينل فانتسي XIII
- جيرز أوف وور 3

## روابط خارجية
- جون ديماغيو على موقع IMDb (الإنجليزية)
- جون ديماغيو على موقع ميتاكريتيك (الإنجليزية)
- جون ديماغيو على موقع روتن توميتوز (الإنجليزية)
- جون ديماغيو على موقع قاعدة بيانات الأفلام العربية
- جون ديماغيو على موقع قاعدة بيانات الأفلام العربية
- جون ديماغيو على موقع ألو سيني (الفرنسية)
- جون ديماغيو على موقع ميوزك برينز (الإنجليزية)
- جون ديماغيو على موقع أول موفي (الإنجليزية)
- جون ديماغيو على موقع قاعدة بيانات الأفلام السويدية (السويدية)
- جون ديماغيو على موقع إن إن دي بي (الإنجليزية)